# Стоянка Кендерова
Стоянка Тодорова Кендерова е български османист и арабист, старши научен сътрудник I степен (2004), доктор по история на Института за източни езици в Санкт Петербург (1986), доктор на историческите науки на Университета в Страсбург (2000).

## Биография
Родена е на 20 май 1947 година в Каменица, Чепино или Лъджене, едно от трите села, които днес съставяляват град Велинград. През 1970 г. завършва турска филология и втора специалност френска филология в Софийския университет. През 1971 г. завършва висш курс за библиотекари и библиографи, а през 1975 г. курс по литературен арабски език в Института за живи езици „Бургиба“ в Тунис. Специализира в Кайро през 1972 г., Багдад – 1976 г., Кеймбридж – 2001 г., Мадрид – 2003 г. От 1970 до 1987 г. е архивист в Ориенталския отдел на Народната библиотека в София, а от 1996 г. е главен архивист. В периодите 1987 – 1991 и след 1996 г. е ръководител на Ориенталския отдел в Народната библиотека. От 1993 до 1998 г. е научен секретар в Народната библиотека. От 1987 г. е научен сътрудник, от 1990 г. – старши научен сътрудник, а от 2004 г. старши научен сътрудник I степен. Работи като хоноруван преподавател по османо-турска дипломатика и османски език в университетите в София, Велико Търново, Страсбург, Фрайбург.

## Научни публикации
Стоянка Кендерова е автор на множество научни публикации:
- „Нови документи на арабски и османски език за българските заточеници в АКИЯ през 1868 – 1877 г.“ (1977)
- „Българските селища в историческото съчинение на Ал-Карамани „Известия за страните и предания за древните“, според преписите, съхранявани в Народната библиотека“ (1981)
- „Османо-турски документи за „Нюмюне чифлик“ край Русе“ (1980)
- „Документи на османо-турски език за историята на болници, организирани на територията на Добруджа през XIX век“ (1985)
- „Ахмед-ибн-Фадлан и неговите записки за пътуванията му до волжките българи през 921 – 922 г.“ (1992)
- „Опис на документите на арабски език, съхранявани в НБКМ в София“ (1994 г., и на английски език)
- „Каталог на арабските ръкописи в Народната библиотека „Кирил и Методий“ в София, България“ (1995, на английски език)
- „Документи за историята на Илинденско-Преображенското въстание, съхранявани в Истанбулския османски архив (описи, превод, коментар)“ (2003)
- „Нов извор за соколарите от с. Драгиново, Чепинско“ (2003)
- „Балканският полуостров изобразен в картите на Ал-Идриси. палеографско и историко-географско изследване“ (1990)
- „Традиционните текета в България“ (2001)